# 彼得斯堡圍城戰
彼得斯堡圍城戰是1864年6月9日至1865年3月期間聯邦軍圍攻彼得斯堡的戰役（堑壕战），也是南北战争中的一場戰役。1865年4月，羅伯特·E·李從彼得斯堡撤退。